# 심기제
심기제(沈旣濟, 750년 ~ 800년)는 중국 당나라의 전기작가이자 역사가이다.

## 생애
당나라 소주(蘇州) 오현(吳縣) 사람. 덕종(德宗) 건중(建中) 초에 양염(楊炎)이 재상이 되었는데 그의 추천으로 사관(史官)이 되었다. 덕종 2년(781년) 양염이 죄를 져 실각하자 처주(處州) 사호참군(司戶參軍)으로 좌천되었다. 나중에 입조하여 예부원외랑(禮部員外郞)으로 있다가 죽었다. 『임씨전(任氏傳)』과 『침중기(枕中記)』의 저자로 알려졌다. 그밖에 건중 연간의 역사를 기록한 『건중실록(建中實錄)』이 있다.— 심기제 <沈旣濟> (중국역대인명사전, 2010. 1. 20., 임종욱, 김해명)

## 작품

### 전기소설
- 《침중기》 - 당대(唐代) 전기소설의 대표작의 하나로, 주인공이 더없는 영화를 누리지만 실은 그것이 일순간의 꿈이었다는 이야기로 「긴꼬리꿈의 베개」의 이야기로 유명하다. 명나라 탕현조(湯顯祖)의 희곡 《한단기(邯鄲記)》, 일본의 요쿄쿠[謠曲:일본 가무극의 詞章 ·脚本] 《한단(邯鄲)》의 바탕이 되었다.

문종(文宗) 개성(開成) 연간에 방천리(房千裏)의 「투자선격서(骰子選格序)」에 ‘근자에 심습유가 베개 속의 일을 이야기하다[近者沈拾遺述枕中事]’(‘습유’는 관직명)라는 문구가 있는 것으로 보아 당 대의 이 작품은 제법 널리 유포되었던 듯하다. 이 작품은 『태평광기(太平廣記)』와 『문원영화(文苑英華)』 제833권, 그리고 루쉰[魯迅]의 『당송전기집(唐宋傳奇集)』에도 수록되어 있다. 명 대 극작가 탕현조(湯顯祖)는 이 고사를 개편하여 「한단기(邯鄲記)」를 창작하였다.
일연의 『삼국유사』 중의 조신(調信) 설화는 「침중기」의 영향을 받은 것으로 보인다. 배경은 완전히 한국으로 되어 있지만 그 구성과 창작 의도가 「침중기」와 일치하는 까닭이다. 조신 설화 외에도 김만중의 『구운몽』을 위시한 한국의 몽환 문학도 이 작품의 영향을 받은 것으로 보인다. 주인공이 현실에 불만을 느끼다가 현실적 소망을 몽유(夢遊, 꿈속에서 노니는 일)를 통해 달성하며, 끝에는 인생의 허무함을 느끼고 대오각성하는 창작 의도가 공통적으로 나타나 있다.

인생의 덧없음과 영화의 부질없음을 비유하는 한단지몽(邯鄲之夢, 한단에서 꾼 꿈. 한단은 전국시대 조나라의 서울)이라는 고사성어는 이 소설에서 유래한 것이다. 같은 의미의 황량몽(黃粱夢), 황량일취몽(黃粱一炊夢), 일취지몽(一炊之夢), 황량일몽(黃粱一夢) 역시 마찬가지다.(‘황량’은 ‘기장’, ‘조’를 뜻함)— 침중기 <枕中記, 枕中记> (낯선 문학 가깝게 보기 : 중국문학, 2013. 11., 정병윤, 박재우, 위키미디어 커먼즈)

북송(北宋) 초기 허베이성(河北省) 한단(邯郸) 황량멍진(黄梁梦镇)에 세워진 사당인 黄梁梦吕仙祠(황량몽려선사)는 당(唐)나라 심기제(沈旣济)의 전기소설(传奇小說) 《침중기(枕中記)》의 내용에 따라서 지어졌다. '황량미몽(黄梁美夢)'이라는 고사성어와 마오쩌둥[毛泽东]이 지은 시구절 '일침황량재현(一枕黃粱再現)' 은 여기에서 등장한 것이다.— 황량멍뤼셴츠 <Huang liang meng lu xian ci, 黄梁梦吕仙祠(황량몽려선사)> (두산백과)

- 《임씨전》 - 당 현종 천보연간(天寶年間, 742년 ~ 755년)을 시간배경으로 하는 여자 요괴 임씨(任氏)와 서생 정육(鄭六)의 사랑을 다룬 판타지 소설이다.

여자 요괴인 임씨는 정자(정육)와 함께 하룻밤을 보내게 된다. 다음날 정자는 임씨가 요괴라는 사실을 알게 되지만 그녀를 잊지 못하고 다시 만나기를 고대한다. 10일 후 임씨와 재회한 정자는 위음의 도움을 받아 그녀와 동거한다. 위음은 임씨가 절색이라는 소문을 듣고 욕을 보이려 하지만 곧 잘못을 뉘우치고, 두 사람과 친구가 된다. 정자는 임씨 덕분에 부자가 되지만, 임씨의 불길한 예언을 듣지 않고 함께 길을 떠나다가 눈앞에서 임씨를 잃는다. 이후 정자는 위음에게 임씨의 정체에 대해 털어놓고, 그녀의 죽음을 함께 슬퍼한다.— 임씨 <문화콘텐츠닷컴 (문화원형백과 중국 환타지 문학의 원류를 찾아서), 2003., 한국콘텐츠진흥원>

### 역사서
- 《건중실록》 - 당 덕종 건중 연간의 역사를 기록함

## 같이 보기
| - 전기소설 - 침중기 - 임씨전 - 태평광기 - 문원영화 - 삼국유사 - 구운몽 | - 당 덕종 - 루쉰 - 탕현조 - 일연 - 김만중 - 마오쩌둥 - 심전기 |

## 참조
- 《중국역대인명사전》
- 《낯선 문학 가깝게 보기 : 중국문학》
- 《두산백과》